# 그 날 밤의 아내
그 날 밤의 아내(その夜の妻,  That Night's Wife)는 일본에서 제작된 오즈 야스지로 감독의 1930년 범죄, 드라마 영화이다. 이치무라 미츠코 등이 주연으로 출연하였다.

## 출연

### 주연
- 이치무라 미츠코
- 오카다 토키히코

### 조연
- 류 치슈
- 사이토 타츠오
- 야구모 에미코
- 야마모토 후유키